# Maria Leitner
Maria Leitner (Varaždin, 19 de enero de 1892-Marsella, 14 de marzo de 1942) fue una escritora, traductora, periodista de investigación y activista política antifascista húngara. Anticipó el nuevo periodismo y el reportaje inmersivo.

## Biografía
Nació en 1892 en la ciudad de Varaždin (antiguo Imperio austrohúngaro, hoy Croacia). Creció en una familia de origen judío pero no practicante de clase media y habla alemana. Era hija de Olga Kaiser y de Leopold Leitner, comerciante de materiales de construcción. Tenía dos hermanos menores que ella: János (1895–1925) y Max (1892–1942). La familia se mudó a Budapest en 1896. Allí asistió a la Real Escuela Superior Húngara para niñas (1902-1910) y aprendió alemán y húngaro, así como inglés, francés y taquigrafía.
De 1910 a 1913 estudió en el extranjero, probablemente en Suiza. Completó su educación secundaria y, aunque se desconoce si cursó estudios superiores, algunas fuentes sugieren que inició estudios de Historia del Arte en Viena, continuándolos en Berlín, donde también realizó sus primeras prácticas periodísticas y se afilió al Partido Comunista. Su vida estuvo muy marcada por los sucesivos destinos en los que se afincó.

### Antimilitarista
Durante la Primera Guerra Mundial, grandes sectores de la juventud húngara de mentalidad revolucionaria se unieron al movimiento antimilitarista. Leitner y sus dos hermanos participaron activamente en el Círculo Galileo una organización estudiantil atea-materialista que funcionó en Budapest entre 1908 y 1919. De 1914 a 1918 trabajó como corresponsal para periódicos de izquierda. Tras la caída en 1919 de la República Soviética Húngara gobernada por Béla Kun, los tres hermanos se vieron obligados a abandonar su patria y ella, tras un tiempo en Viena, se instaló en Berlín como exiliada política.

### Periodista
En 1925, comenzó a trabajar como reportera para el gran imperio mediático berlinés Ullstein Verlag, que la envió a los Estados Unidos. Con 33 años parte rumbo a Nueva York. Durante cuatro años, de 1925 a 1928, recorrió el país americano de norte a sur y toda la costa oeste. Fruto de sus viajes será una serie de reportajes reunidos en El paraíso americano, que denuncian el capitalismo y el imperialismo. Su objetivo era desvelar la otra cara del sueño americano, enfocándose en cómo vivían realmente las personas asalariadas, especialmente las mujeres trabajadoras. Para ello, practicó un periodismo de investigación encubierto. Desempeñó alrededor de ochenta empleos (camarera, pinche de cocina, obrera, sirvienta, etc.), camuflándose entre la sociedad americana más desfavorecida. Fue testigo del racismo contra la población de color y la latina, del machismo hacia las mujeres y del desprecio hacia quienes no se ajustaban a la ética laboral puritana. En 1929, sus informes socialmente críticos sobre Estados Unidos aparecían en periódicos y revistas de izquierda como Vorwärts, Arbeiter-Illustrierte-Zeitung, Der Weg der Frau (revista feminista comunista) o Welt an Abend (un diario sensacionalista comunista).
Después, su periplo profesional la condujo a Centroamérica, Sudamérica y las islas del Caribe. Su audacia la llevó a adentrarse en zonas habitualmente prohibidas para periodistas, como las penitenciarías (por ejemplo la colonia penal de la Isla del Diablo frente a la Guayana Francesa) o las minas de diamantes. Allí describe cómo las potencias coloniales, los consorcios internacionales, las autoridades e instituciones explotaban a la población autóctona y se apropiaban de los recursos naturales.

### Antifascista
Volvió a Berlín en 1929 y en 1930, se unió a la Liga de Escritores Proletarios-Revolucionarios, en la que también estaban Bertolt Brecht, Johannes R. Becher, Erich Mühsam, Erich Weinert y Anna Seghers. Ese mismo año se publicó su primera novela larga de crítica social, Hotel Amerika. En 1933, esta obra fue incluida en la lista nazi de libros para ser quemados. Como parte de las campañas antifascistas de las organizaciones con las que se sentía identificada, en 1932 emprendió un viaje por Alemania informando para varios periódicos de todo el espectro político sobre la situación sociopolítica en pequeños pueblos y aldeas donde los nacionalsocialistas ya dominaban la política desde las elecciones al Reichstag de julio de 1932.
Tras la toma del poder por los nazis en enero de 1933, vivió ilegalmente en Alemania durante un tiempo antes de exiliarse de nuevo. Inicialmente, residió en Austria, Checoslovaquia y, ocasionalmente, en el Sarre, donde existen evidencias de varias publicaciones periodísticas suyas. A pesar del riesgo y utilizando su pasaporte austríaco, regresó a Alemania en varias ocasiones para realizar investigaciones con el fin de documentar la vida bajo el régimen nacionalsocialista y desmentir la falsa propaganda oficial. Sus reportajes, a menudo anónimos, se publicaban en Praga, Moscú y periódicos de exiliados alemanes en Francia.

### Últimos años en Francia

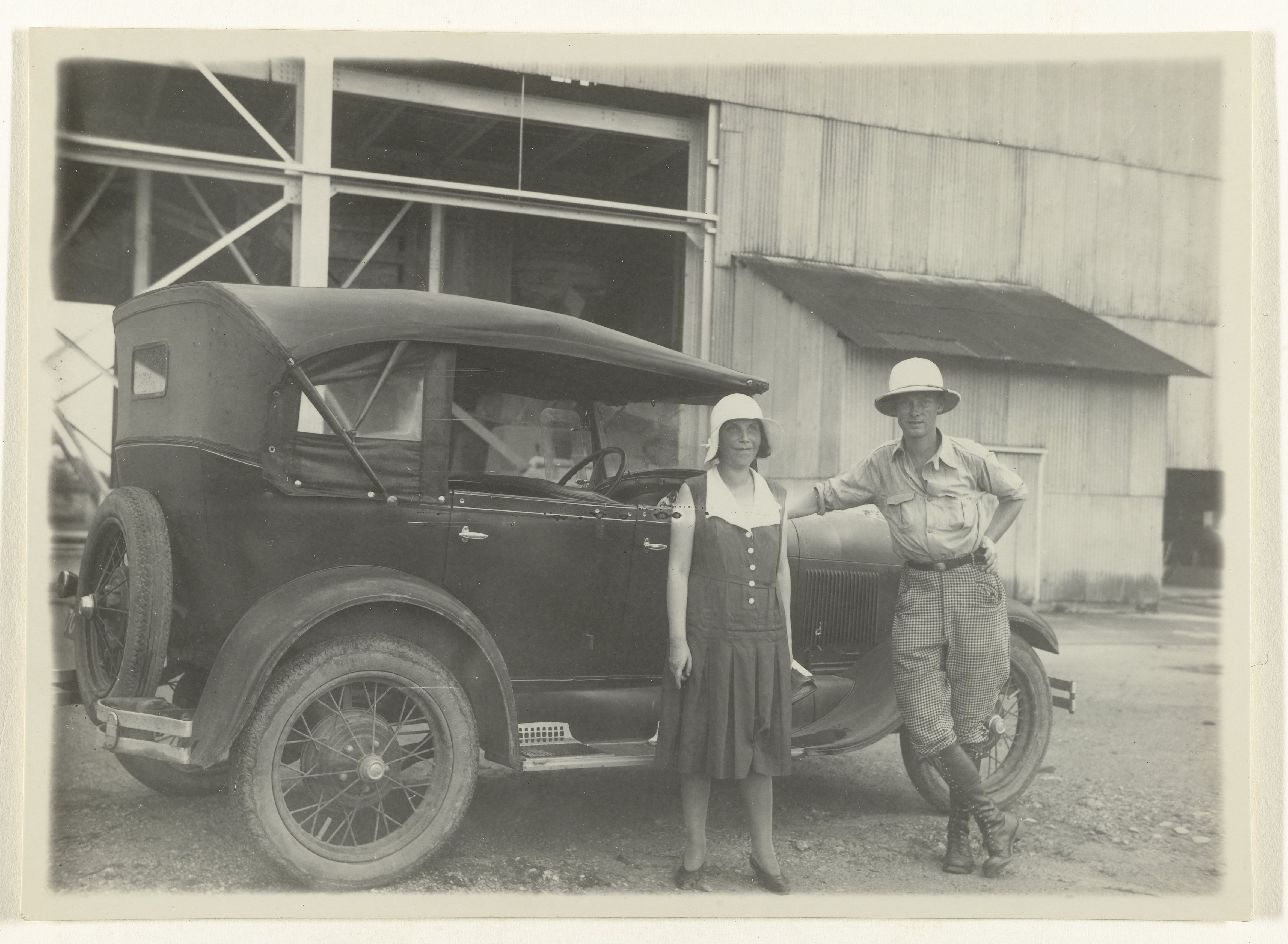
Maria Leitner en Surinam

Alrededor de 1935 o 1936 se trasladó definitivamente a París, en donde permaneció hasta abril de 1940.
Sus últimos años en Francia estuvieron marcados por la penuria y la enfermedad. Tras el armisticio entre Francia y Alemania, en junio de 1940, fue una de las muchas personas exiliadas políticas judías alemanas que no pudieron obtener visados de salida de las autoridades francesas y fueron detenidas e ingresadas en campos de concentración. En su caso, fue internada en el Campo de Gurs. Logró escapar y permaneció oculta primero en Toulouse y luego en Marsella, en donde fue vista en la primavera de 1941 esperando un visado para Estados Unidos. Sin embargo, el visado le fue denegado, probamente debido a su historial político y Leitner, emocionalmente ya muy frágil, sufrió un trastorno mental violento al enterarse, fue internada y murió el 14 de marzo de 1942 en un centro psiquiátrico marsellés.

## Ideales
Antifascista apasionada, estuvo dispuesta a arriesgar su vida para informar sobre la realidad y no sobre las formas de vida edulcoradas difundidas por la propaganda de países como Estados Unidos y Alemania. Leitner fue una activista, a través de la escritura, de los derechos de las mujeres, así como de una revolución obrera que según pensaba beneficiaría a ambos sexos, sirviendo a estas causas con ingenio, humor y una destacada sofisticación literaria. Después de 1933, su causa fue el antifascismo, pero continuó escribiendo sobre todo para las mujeres y sobre las mujeres.

## Obra
Su obra no se limitó al periodismo.
Como traductora al alemán, su primer encargo fue una versión de los escritos del pintor e ilustrador satírico William Hogarth, que publicó cuando ella tenía veintidós años. El segundo, que se publicó nueve años después, fue un volumen de cuentos de hadas tibetanos. También tradujo al húngaro la distopía futurista de Jack London The Iron Heel (1908) para un periódico de emigrados en Nueva York.
Su primera novela corta, Sandkorn im Sturm, Grano de arena en la tormenta (1929), se publicó por entregas. La historia, indiscutiblemente política, se ambienta durante la época de la República Soviética de Hungría. Aunque en la obra se apoya a la población trabajadora, también se pone de relieve el virulento antisemitismo que la afecta.
Hotel Amerika (1930) fue una novela-reportaje basada en entrevistas y hechos reales que mostraba un cierto paralelismo con la novela Amerika, que publicó Franz Kafka casi de forma simultánea. En la obra, describe a la gente pobre de Estados Unidos desde dentro. Para su investigación se hizo contratar como empleada en hoteles de lujo. Su trabajo estaba conectado con la corriente literaria de Neue Sachlichkeit, muy en boga en la República de Weimar.
Su siguiente obra fue Mädchen mit drei Namen, Muchacha de tres nombres (1932), que retrataba las vivencias de una joven en el Berlín de la Depresión y su camino hacia la conciencia política. Documenta las desoladoras condiciones de vida y trabajo de las jóvenes trabajadoras en Berlín a principios de la década de 1930. Se dirige a estas mujeres como potenciales activistas del movimiento obrero. Fue en esa época en la que comenzó a fijar un enemigo en su periodismo y su literatura: el régimen nazi, que acabó prohibiendo sus libros en Alemania, y sacándolos de las bibliotecas.
Otras de sus obras publicadas por entregas entre 1931 y 1932 fueron: Das Seidenkleid, El vestido de seda; Die Schwestern, Las hermanas; y Die Indianer von Costa Cuca, Los indios de Costa Cuca. La novela anticolonial Wehr Dich Akato! Ein Urwald-Roman, ¡Defiéndete Akato! Una novela sobre la jungla, fue escrita entre 1932 y 1933, aunque no pudo ser terminada debido al ascenso del régimen nacionalsocialista al poder.
Eine Frau reist durch die Welt, Una mujer viaja por el mundo (1932) fue una recopilación de las crónicas de sus viajes publicadas en la prensa alemana. En ella abordó temas complejos como el crimen, el castigo, los derechos humanos, el poder y la dominación, cuestionando el sistema legal y social. Los reportajes aparecen ordenados según criterios geográficos.
Elisabeth, ein Hitlermädchen. Roman der deutschen Jugend, Elisabeth, una chica hitleriana. Una novela sobre la juventud alemana (1937) publicada también por entregas, se basó en entrevistas, reportajes y vivencias reales que la autora ficcionó, narrando como el auge del nazismo devoraba Alemania y las mentes de los jóvenes. 